# Erika Stone
Erika Stone, geb. Klopfer (* 29. Juni 1924 in Frankfurt am Main) ist eine US-amerikanische Fotografin deutscher Herkunft. Als Mitglied der New Yorker Photo League dokumentierte sie das Alltagsleben in New York City und spezialisierte sich später auf die Fotografie von Kindern und Familien. Die Photo League war eine Organisation von Fotografen in New York, die sich der Dokumentation des Lebens in den Arbeitervierteln widmete. Sie wurde 1936 gegründet und bot ihren Mitgliedern Schulungen, Ausstellungsräume und eine Plattform für den Austausch über soziale und kreative Themen. Die Photo League wurde 1951 aufgelöst, nachdem sie während der McCarthy-Ära auf die schwarze Liste des US-Justizministeriums gesetzt worden war. Die Photo League spielte eine wichtige Rolle bei der Entwicklung der sozialdokumentarischen Fotografie in den USA.

## Leben
Erika Stone wurde als Erika Klopfer in Frankfurt am Main geboren. Im Jahr 1936 emigrierte sie mit ihrer Familie in die USA, um der Verfolgung durch das Nazi-Regime zu entgehen. Im Alter von 12 Jahren ließ sie sich in New York City nieder. 1940 trat sie der Photo League bei und begann, das Leben auf den Straßen New Yorks zu dokumentieren. Im Alter von 17 Jahren entstand ihre berühmte Bowery-Serie, die das Leben im gleichnamigen Stadtviertel festhält. Obwohl sie sich selbst als Autodidaktin bezeichnete, studierte Erika Stone Fotografie bei Berenice Abbott und George Tice an der New School for Social Research. In den 1940er Jahren arbeitete sie als freie Fotojournalistin unter anderem für Time und Der Spiegel. Nach der Geburt ihrer beiden Söhne verlagerte sie ihren fotografischen Schwerpunkt auf Kinder und Familien. Erika Stone veröffentlichte mehrere Bücher, darunter Pro Techniques of Photographing Children (1986) und Tot Shots, eine vierteilige Serie (1987). Ihre Arbeiten wurden weltweit in zahlreichen Magazinen und Lehrbüchern veröffentlicht. Erik Stones Fotografien befinden sich in den Sammlungen renommierter Institutionen wie dem Museum of the City of New York, dem International Center of Photography, dem George Eastman House in Rochester, dem Portland Museum of Art und der New York Public Library. Sie war Teil der Anthologie Women of Vision (1982) und ihre Arbeiten wurden in den US Camera Annuals von 1952, 1954, 1955 und 1956 vorgestellt.

## Werk
Erika Stones fotografisches Werk zeichnet sich durch eine einfühlsame Dokumentation urbanen Lebens aus. Ihre frühen Arbeiten konzentrierten sich auf das Straßenleben in New York, wobei sie häufig sozial Randgruppen porträtierte. Später verlagerte sie ihren Schwerpunkt auf die Fotografie von Kindern und Familien, wobei sie natürliche und ungestellte Momente einfängt. Ihr Stil zeichnet sich durch eine Mischung aus dokumentarischer Strenge und persönlicher Nähe zu ihren Motiven aus.

## Ausstellung
- The Radical Camera: New York’s Photo League, 1936–1951, eine Übersicht über die Geschichte der Gruppe, ihre künstlerische Bedeutung und ihr kulturelles, soziales und politisches Umfeld. Wanderausstellung in den folgenden Museen: The Jewish Museum, New York (4. November 2011 bis zum 25. März 2012); Columbus Museum of Art, Columbus, OH (19. April – 9. September 2012), Contemporary Jewish Museum, San Francisco, CA (11. Oktober 2012 – 21. Januar 2013) und im Norton Museum of Art, West Palm Beach, FL (15. März – 16. Juni 2013).